# Mosambikanische Fußballnationalmannschaft
Die mosambikanische Fußballnationalmannschaft ist die Nationalmannschaft des südostafrikanischen Staates Mosambik. Mosambik ist es bisher noch nicht gelungen, sich für eine Fußball-Weltmeisterschaft zu qualifizieren. Für die Afrikameisterschaft konnte man sich bisher fünfmal, zuletzt 2024 qualifizieren, schied aber bei jeder Teilnahme bereits nach der Vorrunde aus.
Aus Mosambik stammte der 2014 verstorbene Eusébio, der in den 60er Jahren den europäischen Fußball stark prägte und 1965 zu Europas Fußballer des Jahres gewählt wurde. Der Torschützenkönig der Fußball-Weltmeisterschaft 1966 spielte jedoch für die Auswahl Portugals, Mosambik war bis 1975 eine portugiesische Kolonie.

## Turniere

### Weltmeisterschaft
- 1930 bis 1978 – nicht teilgenommen
- 1982 – nicht qualifiziert
- 1986 – nicht teilgenommen
- 1990 – nicht zur Qualifikation zugelassen
- 1994 bis 2022 – nicht qualifiziert

Bei seiner ersten Teilnahme an einer WM-Qualifikation für das Turnier in Spanien 1982 scheiterte Mosambik in der ersten Runde an der Mannschaft von Zaire, der heutigen Demokratischen Republik Kongo. Nach einer 2:5-Auswärtsniederlage verloren die Ostafrikaner auch das Rückspiel in Maputo mit 1:2.
Vier Jahre später nahm Mosambik nicht an der Qualifikation teil, für die Ausscheidungsspiele für Italien 1990 wurde man von der FIFA nicht zugelassen. An der Qualifikation für die WM 1994 in den USA nahm die mosambikanische Auswahl wieder teil, wurde jedoch in der ersten Runde der CAF-Ausscheidung in einer Dreiergruppe mit 3:11 Toren Letzter hinter dem Senegal und Gabun. Ein 1:1-Unentschieden gegen Gabun in Maputo bedeutete dabei den einzigen Punktgewinn Mosambiks.
Bei der Qualifikation für Frankreich 1998 scheiterte Mosambik in den Play-off-Spielen der ersten Runde mit 0:2 (A) und 1:1 (H) relativ knapp an Namibia. Noch knapper war es bei der Qualifikation für das Turnier 2002: Nach einer 0:1-Auswärtsniederlage gewann Mosambik das Rückspiel auf heimischem Boden durch zwei Tore von Tico-Tico mit 2:1. Der Gegner aus dem Sudan erreichte somit nur wegen der größeren Zahl erzielter Auswärtstore die nächste Runde. Dies war der erste Sieg Mosambiks in einem WM-Qualifikationsspiel.
In der Ausscheidung für Deutschland 2006 war Guinea in der ersten Runde Endstation. Mosambik verlor seine beiden Spiele mit 0:1 (A) und 3:4 (H); beim Rückspiel in Maputo erzielte Stürmer Dário Monteiro nach 0:4-Rückstand einen Hattrick innerhalb von 15 Minuten.
Die bisher erfolgreichste Qualifikation spielte Mosambik im Rahmen der Ausscheidung für das auf heimischen Kontinent stattfinden Turnier 2010. Nach einem Freilos für die erste Runde erreichte die Mannschaft in einer Vierergruppe den zweiten Platz hinter dem späteren Endrunden-Teilnehmer Elfenbeinküste und vor Madagaskar und Botswana. Ein überraschendes Resultat erzielte Mosambik dabei mit dem 1:1 gegen die Ivorer. In der dritten Runde verpasste man zwar hinter den favorisierten Teams aus Nigeria und Tunesien erwartungsgemäß die WM-Endrunde, qualifizierte sich jedoch als Gruppendritter für die Afrikameisterschaft 2010 in Angola. Besonders gute Resultate erzielte Mosambik in den drei Heimspielen der dritten Runde, in denen man ohne Gegentor blieb. Nach einem beachtlichen 0:0 gegen Nigeria wurde Kenia mit 1:0 bezwungen. Mit einem überraschenden 1:0-Sieg gegen Tunesien am letzten Gruppenspieltag ermöglichte man den Nigerianern, die zeitgleich in Kenia gewannen und somit noch an den Tunesiern vorbeiziehen konnten, die Teilnahme an der Endrunde.
In der Qualifikation für die WM in Brasilien traf Mosambik zunächst in Hin- und Rückspiel auf die Komoren. Nachdem beide Spiele gewonnen wurden, trafen sie in der Gruppenphase auf Ägypten, Guinea und den Nachbarn Simbabwe, gegen die sie sich nicht durchsetzen konnten und bereits nach vier Spielen keine Chance mehr auf die Qualifikation hatten.

### Afrikameisterschaft
- 1957 bis 1980 – nicht teilgenommen
- 1982 bis 1984 – nicht qualifiziert
- 1986 – Vorrunde
- 1988 bis 1994 – nicht qualifiziert
- 1996 – Vorrunde
- 1998 – Vorrunde
- 2000 bis 2008 – nicht qualifiziert
- 2010 – Vorrunde
- 2012 bis 2022 – nicht qualifiziert
- 2024 – Vorrunde
- 2025 – qualifiziert

Nachdem Mosambik sich bei seinen beiden ersten Teilnahmen an den Ausscheidungsspielen für die Afrikameisterschaft nicht qualifizieren konnte, nahm man 1986 in Ägypten nach Siegen über Mauritius, Malawi und Libyen erstmals an Endrunde der besten Mannschaften des afrikanischen Kontinents teil. In einer Vierergruppe mit Gastgeber Ägypten, der Elfenbeikünste und dem Senegal wurde Mosambik jedoch ohne Punkt und Torerfolg Gruppenletzter.
Für die folgenden vier Endturniere verpasste die mosambikanische Auswahl die Qualifikation, die erst für das Turnier 1996 in Südafrika wieder gelang. In einer Gruppe mit Ghana, Tunesien sowie erneut der Elfenbeinküste schloss man erneut als Letzter ab. Ein 1:1 gegen Tunesien bedeutete dabei den ersten Punktgewinn Mosambiks bei einer Afrikameisterschaft. 1998 in Burkina Faso nahm man erneut teil, wurde jedoch ohne Punktgewinn abermals Gruppenletzter hinter Marokko, Ägypten und Sambia.
Nach zwölf Jahren erreichte Mosambik im Rahmen der Qualifikation für die Fußball-Weltmeisterschaft 2010 erneut die Teilnahme an der Afrikameisterschaft. Beim Turnier in Angola 2010 erzielte man unter dem niederländischen Trainer Mart Nooij im ersten Gruppenspiel ein 2:2 gegen Benin und schied nach einem 0:2 gegen den späteren Turniersieger Ägypten und einem 0:3 gegen den späteren Dritten Nigeria punktgleich mit Benin als Letzter aus.
In der Qualifikation für das Turnier 2012 scheiterte Mosambik in einer Gruppe mit Sambia, Libyen und den Komoren als Gruppendritter.

### Afrikanische Nationenmeisterschaft
- 2009 bis 2011: nicht qualifiziert
- 2014: Vorrunde
- 2016 bis 2021: nicht qualifiziert
- 2023: Viertelfinale
- 2025: zurückgezogen

### Südafrikameisterschaft (COSAFA Cup)
- 1997 – Dritter
- 1998 – Fünfter
- 1999 – nicht qualifiziert
- 2000 – nicht qualifiziert
- 2001 – nicht qualifiziert
- 2002 – Viertelfinale
- 2003 – Viertelfinale
- 2004 – Halbfinale
- 2005 – nicht qualifiziert
- 2006 – nicht qualifiziert
- 2007 – Halbfinale
- 2008 – Zweiter
- 2009 – Dritter
- 2013 – Fünfter
- 2015 – Zweiter
- 2016 – Viertelfinale
- 2017 – Gruppenphase
- 2018 – Gruppenphase
- 2019 – Gruppenphase
- 2020 – Turnier wegen der COVID-19-Pandemie abgesagt
- 2021 – Vierter
- 2022 – Vierter
- 2024 – Dritter

## Rekordspieler
Stand: 19. November 2024
Fettgesetzte Spieler sind noch aktiv.

### Meiste Einsätze
| #   | Name                 | Zeitspanne | Spiele | Tore |
| --- | -------------------- | ---------- | ------ | ---- |
| 1.  | Dominguês            | 2004–      | 118    | 17   |
| 2.  | Tico-Tico            | 1992–2010  | 94     | 30   |
| 3.  | Miró Lobo            | 2004–2015  | 84     | 08   |
| 4.  | Mexer                | 2007–      | 71     | 03   |
| 5.  | Sérgio Faife Matsolo | 1992–2008  | 67     | 05   |
| 6.  | João Kapango         | 2000–2012  | 66     | 0    |
| 6.  | Nana                 | 1988–1999  | 66     | 05   |
| 8.  | Zainadine Júnior     | 2008–      | 63     | 01   |
| 9.  | Momed Hagi           | 2005–2015  | 62     | 03   |
| 10. | Telinho              | 2011–      | 61     | 04   |
| 11. | Jossias              | 1996–2005  | 60     | 07   |
| 12. | Tomás Manuel Inguana | 1996–2004  | 56     | 04   |
| 13. | Clésio               | 2011–      | 55     | 09   |
| 13. | Dario Khan           | 2003–2014  | 55     | 02   |

### Rekordtorschützen
| #   | Name                    | Zeitspanne | Tore | Spiele |
| --- | ----------------------- | ---------- | ---- | ------ |
| 1.  | Tico-Tico               | 1992–2010  | 30   | 94     |
| 2.  | Dominguês               | 2004–      | 17   | 118    |
| 3.  | Dário Monteiro          | 1996–2011  | 16   | 48     |
| 4.  | Chiquinho Conde         | 1985–2001  | 12   | 43     |
| 5.  | Gil Guiamba             | 1980–1983  | 11   | 22     |
| 6.  | Arnaldo Sebastião Ouana | 1987–1999  | 10   | 37     |
| 7.  | Clésio                  | 2011–      | 09   | 55     |
| 8.  | Geny Catamo             | 2019–      | 08   | 31     |
| 8.  | Miró Lobo               | 2004–2015  | 08   | 84     |
| 8.  | Luis José Miquissone    | 2015–      | 08   | 47     |
| 8.  | Stanley Ratifo          | 2017–      | 08   | 39     |
| 12. | Jossias                 | 1996–2005  | 07   | 60     |
| 12. | Nuro Amiro Tualbudine   | 1994–2001  | 07   | 21     |
| 12. | Adelino Neves Pereira   | 1989–1997  | 07   | 19     |
| 12. | Sonito                  | 2008–2017  | 07   | 35     |

## Trainer
- Martin Nooij (2007–2011)
- Chiquinho Conde (2011)
- Gert Engels (2011–2013)
- João Chissano (2014–2015)
- Abel Xavier (2016–2019)
- Luís Gonçalves (2019–2021)
- Horácio Gonçalves (2021)
- Chiquinho Conde (seit 2021)